# Yoshiki Hiraki
Yoshiki Hiraki (født 17. oktober 1986) er en tidligere japansk fodboldspiller.
Han har spillet for flere forskellige klubber i sin karriere, herunder Nagoya Grampus, Roasso Kumamoto, Shonan Bellmare og Blaublitz Akita.